# Groupe Hamiani
Le Groupe Hamiani est un regroupement de plusieurs sociétés privées algériennes à caractère familial, fondé dans les années 1970. Le groupe opère dans différents secteurs tels que l'agroalimentaire, le textile, le bâtiment et l'industrie pharmaceutique.

## Histoire
L'histoire du groupe débute avec l'entreprise Hamiani & Fils dans les années 1930, spécialisée dans la confection et la commercialisation de chéchias à Alger pendant la période coloniale française. Ces couvre-chefs masculins étaient distribués dans tout le Maghreb, principalement en Algérie et en Tunisie.
En 1963, Sid Ahmed Hamiani, propriétaire de magasins et d'ateliers de confection de chéchias et d'habits de travail, décide d'élargir ses activités dans le domaine textile en créant une unité de production de chemises pour hommes, connue sous le nom de Redman qui sera dirigé après par le fils Réda Hamiani sera après ministre chargé des PME en Algérie.
Le groupe Hamiani sous sa forme actuelle a été fondé dans les années 1970.
Dans les années 1990, le groupe a entrepris une diversification de ses activités en créant plusieurs filiales dans différents secteurs tels que le textile, l'agroalimentaire, le bâtiment et l'industrie pharmaceutique.

## Filiales
Le groupe Hamiani dispose de 6 filiales : 
- Redman est la plus ancienne filiale au sein du groupe. Elle a été créée par le père Sid Ahmed en 1963 et par la suite reprise par ses fils, notamment Réda Hamiani[6] l'ancien ministre des PME après la fin de ses fonctions comme ministre, il continue encore de gérer la filiale Redman[7], cette filiale est spécialisée dans la création de polos, chemises[8], pantalons et costumes.

- Foodish est une entreprise spécialisée dans l'importation de produits agroalimentaires. Elle possède également sa propre société de distribution appelée Rescom, qui est le représentant exclusif en Algérie de certaines marques telles que Rebull, Biscuit International, Leroux et Lactalis en 2004[9].
- Gomak est également spécialisée dans l'importation de produits agroalimentaires, notamment le Cafés Legal.

- Rescom est chargée de la distribution des produits Foodish dans toute l’Algérie.

- Briqueteries BLB est une filiale spécialisée dans la création de briques.

- Le laboratoire Excellence United est une filiale spécialisée dans l'importation, la fabrication, le conditionnement et la promotion de médicaments.